# Статуя Роланда

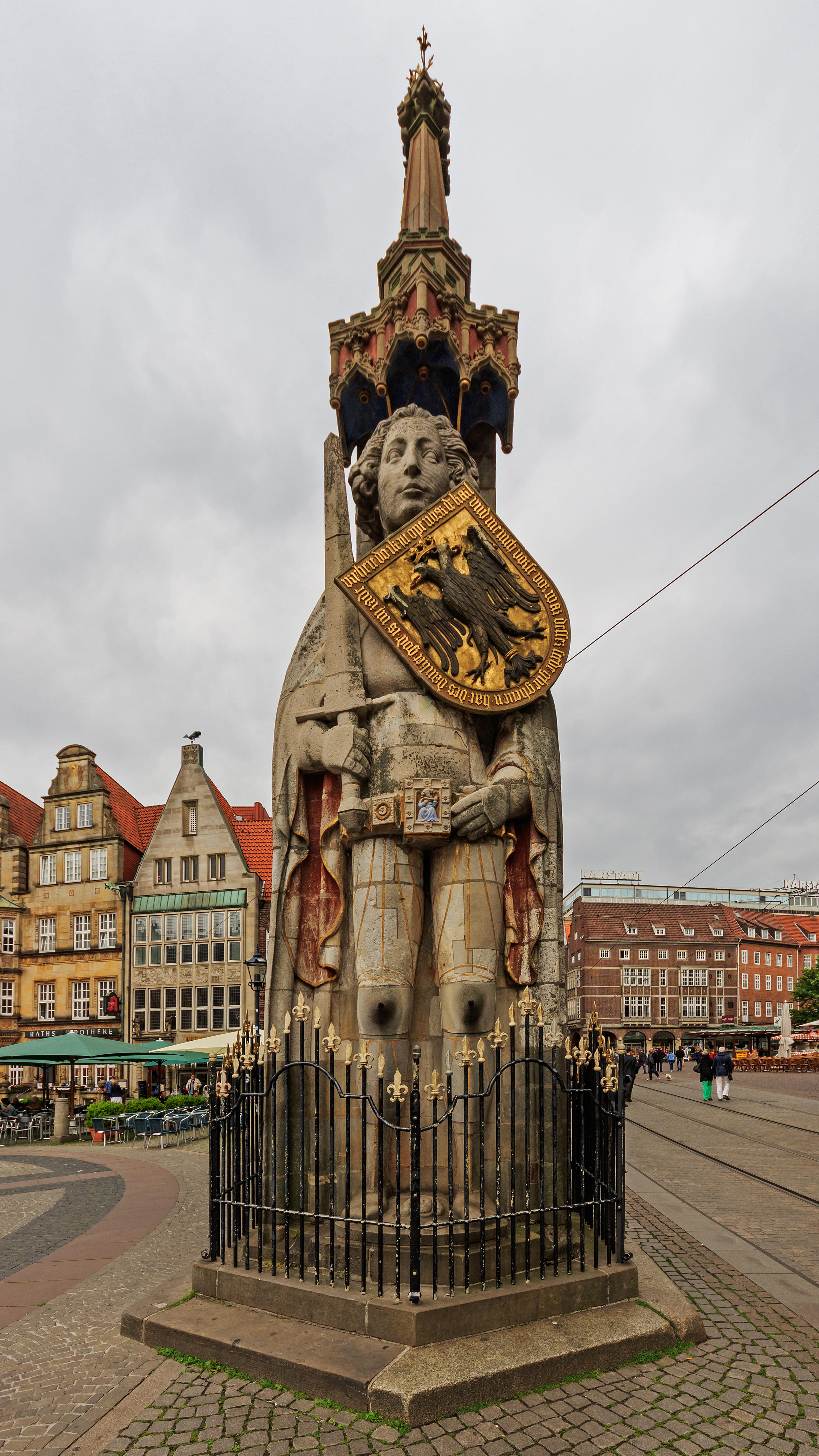
Статуя Роланда в Бремене

Статуя Роланда — памятник рыцарю с обнажённым мечом, символ свободы средневекового города. 

## Характеристика
Статуи Роланда встречаются преимущественно в городах на севере и востоке Германии (Хальберштадт, Галле, Кведлинбург, Хальденслебен), но также в Центральной и Восточной Европе. Несколько экземпляров статуй Роланда установлено в Бразилии и США. Статуи выполнены преимущественно из песчаника и дерева и имеют в высоту от 2,40 до 6 м. Некоторые статуи Роландов были восстановлены в недавнем прошлом.
В Средние века статуи Роланда устанавливались в знак обретения городом вольности; города в свою очередь получали название «городов Роланда». Статуя Роланда в городе означала, что город обладал правом самостоятельно вести торговлю, осуществлять правосудие и таким образом являлся вольным. В некоторых случаях, как, например, в Бранденбурге-на-Хафеле Роланд символизировал экономическое процветание города.
В Средние века маркграф Бретонской марки Роланд во времена Карла Великого, воспетый в «Песне о Роланде», был народным героем. Если самые древние скульптурные изображения Роланда в южной Европе ещё несли христианскую нагрузку, то позднее храбрый рыцарь Роланд стал символом противостояния городов господству церкви. Роланды появлялись преимущественно там, где действовали нормы Саксонского зерцала.

## Памятники

### Бременский Роланд
Согласно сохранившимся документам первая установленная в Бремене деревянная статуя Роланда сгорела в 1366 году. Новый символ вольного города во Франкском государстве из светлого эльмского известняка появился на Ратушной площади Бремена напротив Бременского собора в 1404 году. Этот явный выпад против церкви свидетельствовал о намерении бременских горожан освободиться от власти архиепископа. Скульптурные изображения Роланда как символ независимости распространились из Бремена по всей Европе. В июле 2004 года за свой вклад в становление независимости города отметивший своё 600-летие Роланд вместе с бременской ратушей был включён в список Всемирного культурного наследия ЮНЕСКО.

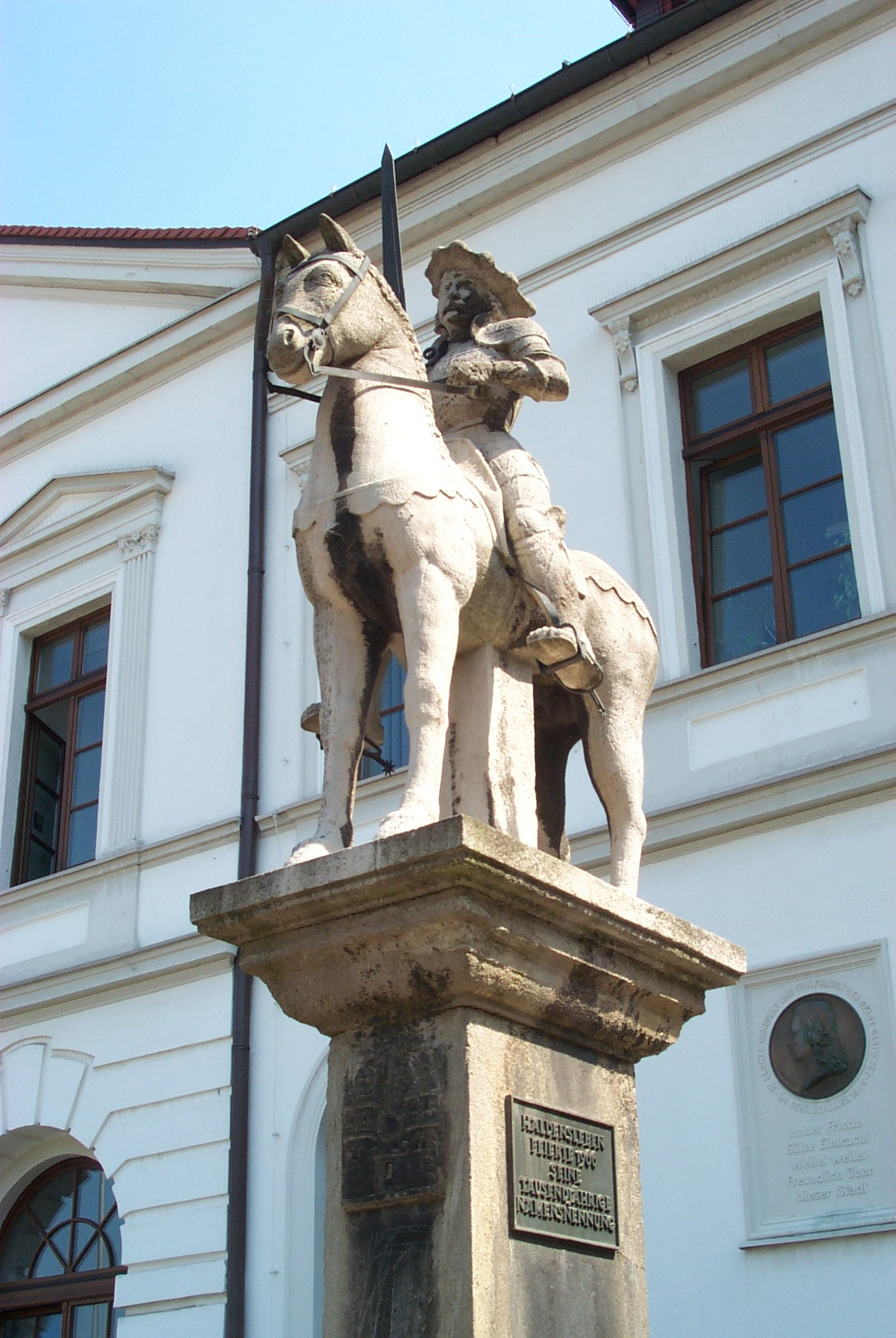
Единственная в Европе конная статуя Роланда в Хальденслебене

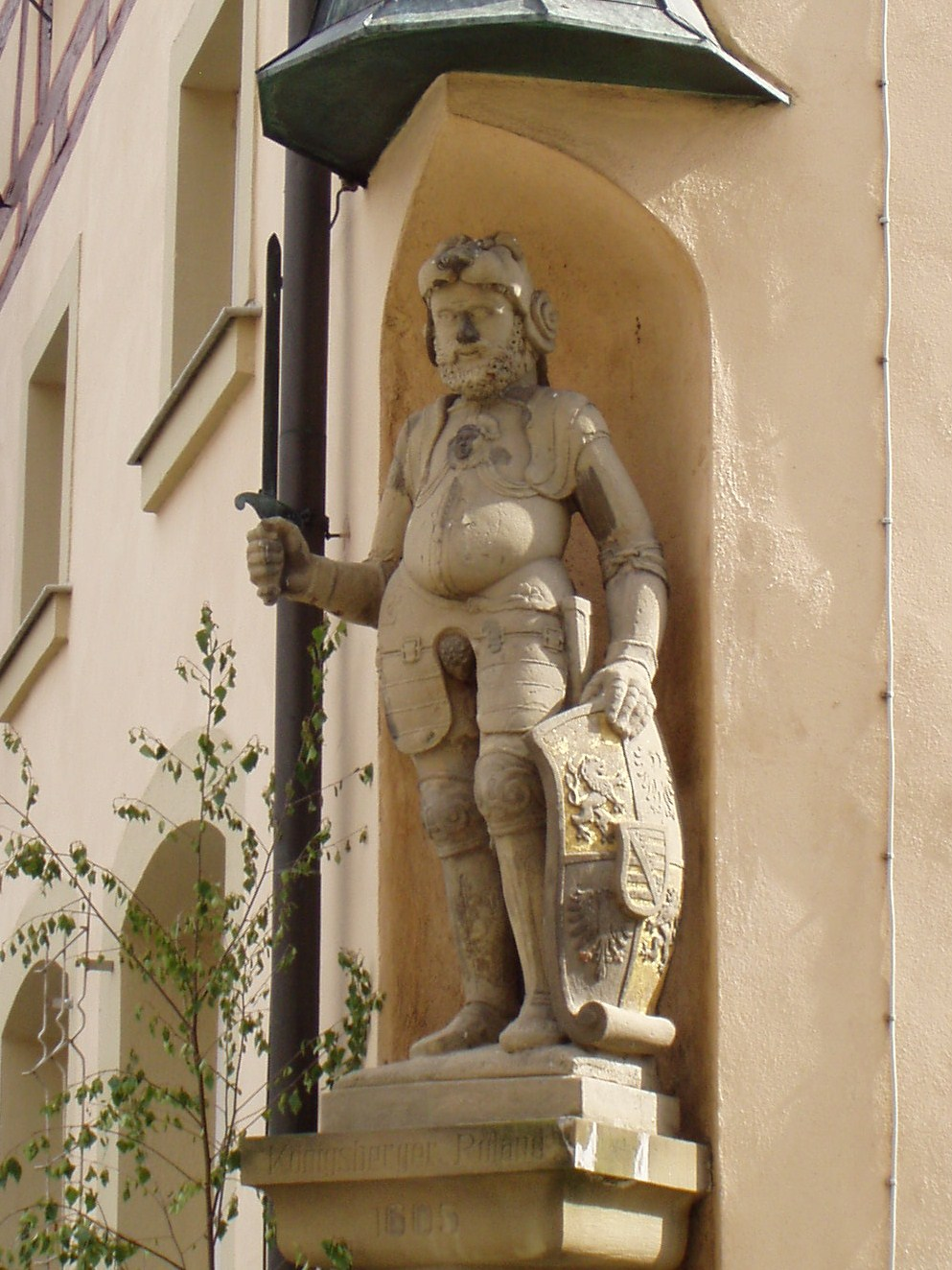
Статуя Роланда 1605 года в нижнефранконском Кёнигсберге

### Другие Роланды
Имеются свидетельства о существовании как минимум 55 статуй Роланда, 20 из них сохранились до настоящего времени. 13 статуй Роланда находятся на территории Саксонии-Анхальт. В значительной концентрации средневековых памятников к западу и востоку от среднего течения Эльбы, где в начале IX века проходили границы Франкского государства, учёные видят взаимосвязь статуй Роланда с Карлом Великим.
Из общего ряда статуй выделяется Роланд в Хальденслебене, представляющий собой конную статую рыцаря. Возможно, такой облик каменного Роланда, сменившего в 1528 году деревянного Роланда 1419 года, объясняется бытовавшими на момент его создания традициями скульптурного изображения императора Максимилиана I.
Позднее в некоторых городах, как, например, в Веделе, Бад-Брамштедте или Хелингене, образ Роланда был перенесён на герб. На гербе Хелингена изображён конный Роланд из Хальденслебена. Согласно легенде описанная выше конная статуя была похищена именно из Хелингена в 1419 году. Это не единственная легенда о похищении статуй Роланда, что говорит о их символическом значении.

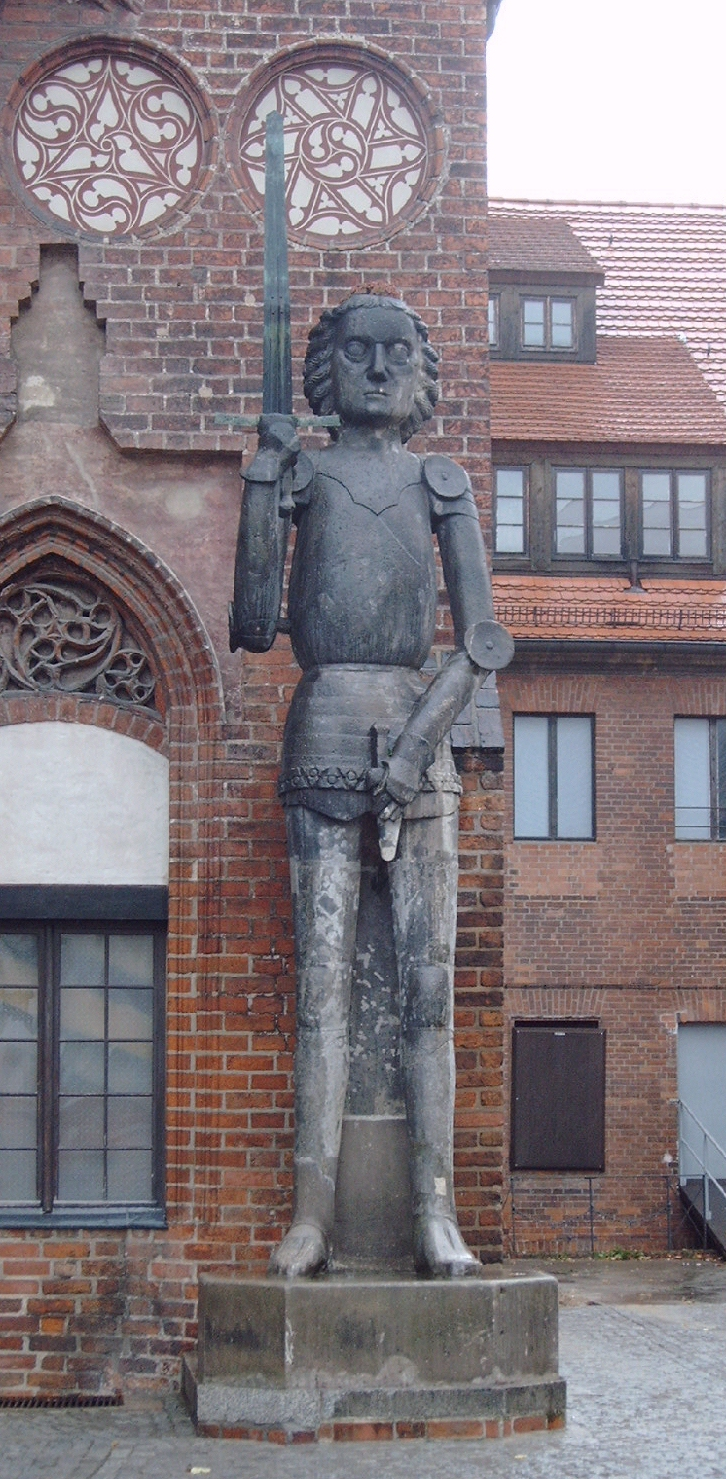
Роланд в Бранденбурге-на-Хафеле
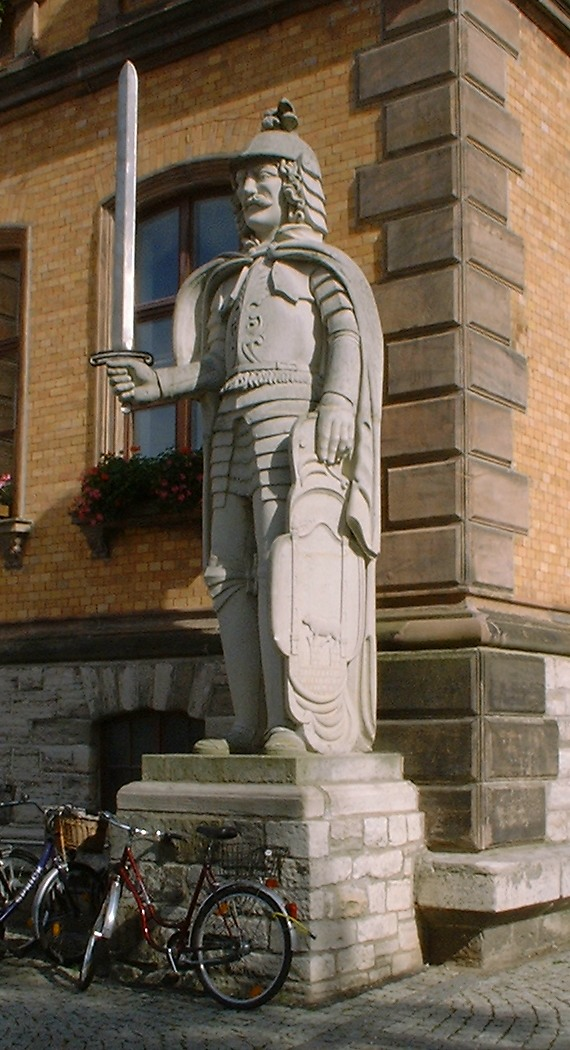
Роланд в Кальбе
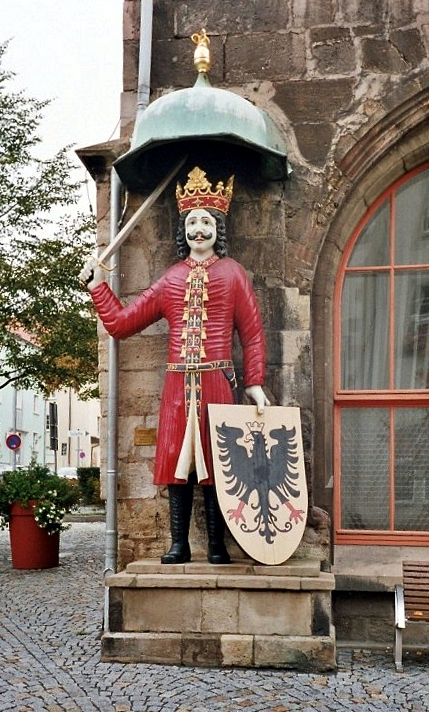
Роланд в Нордхаузене
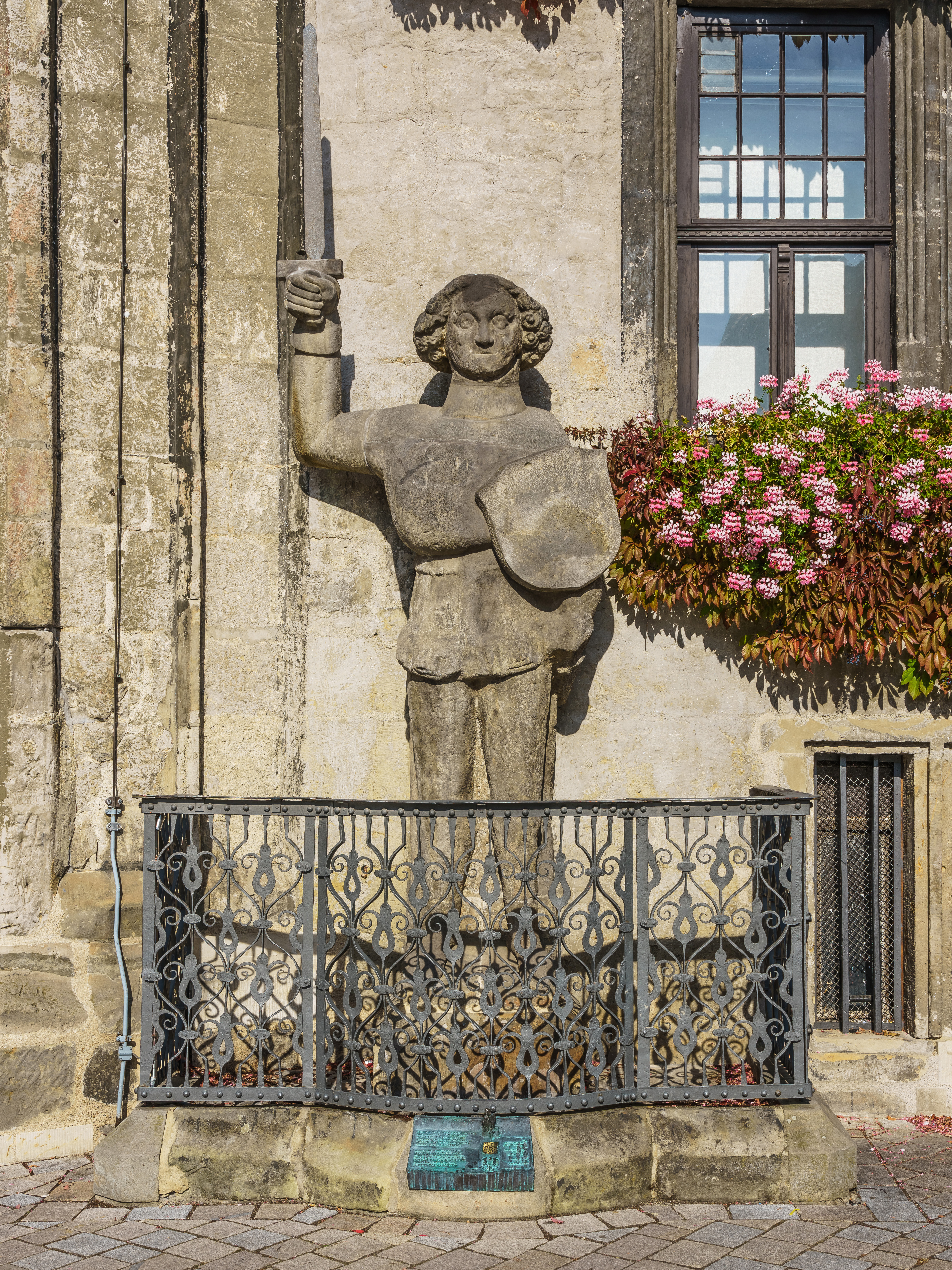
Роланд в Кведлинбурге
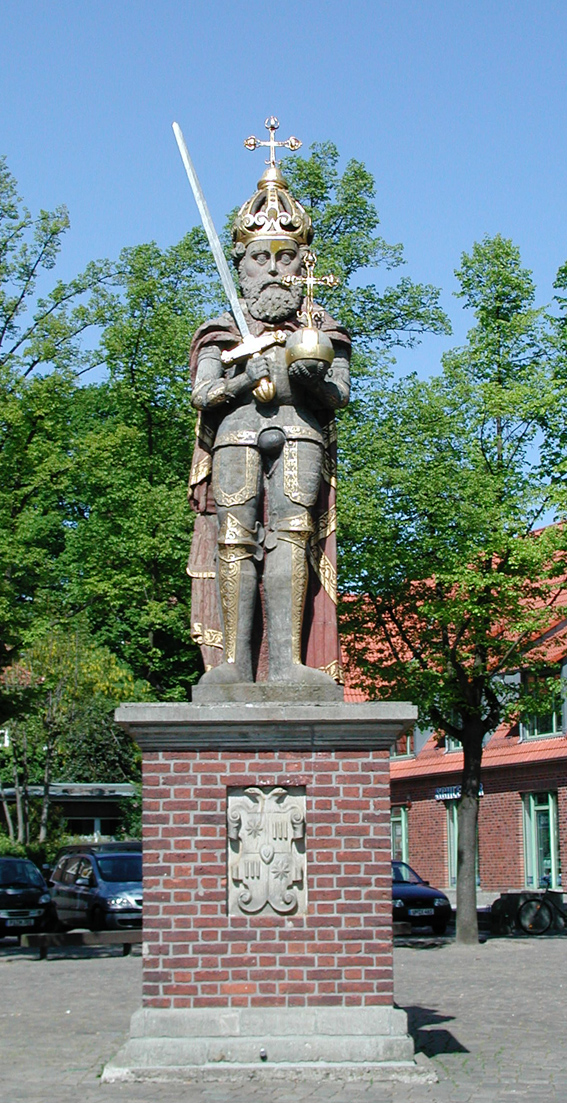
Роланд в Веделе
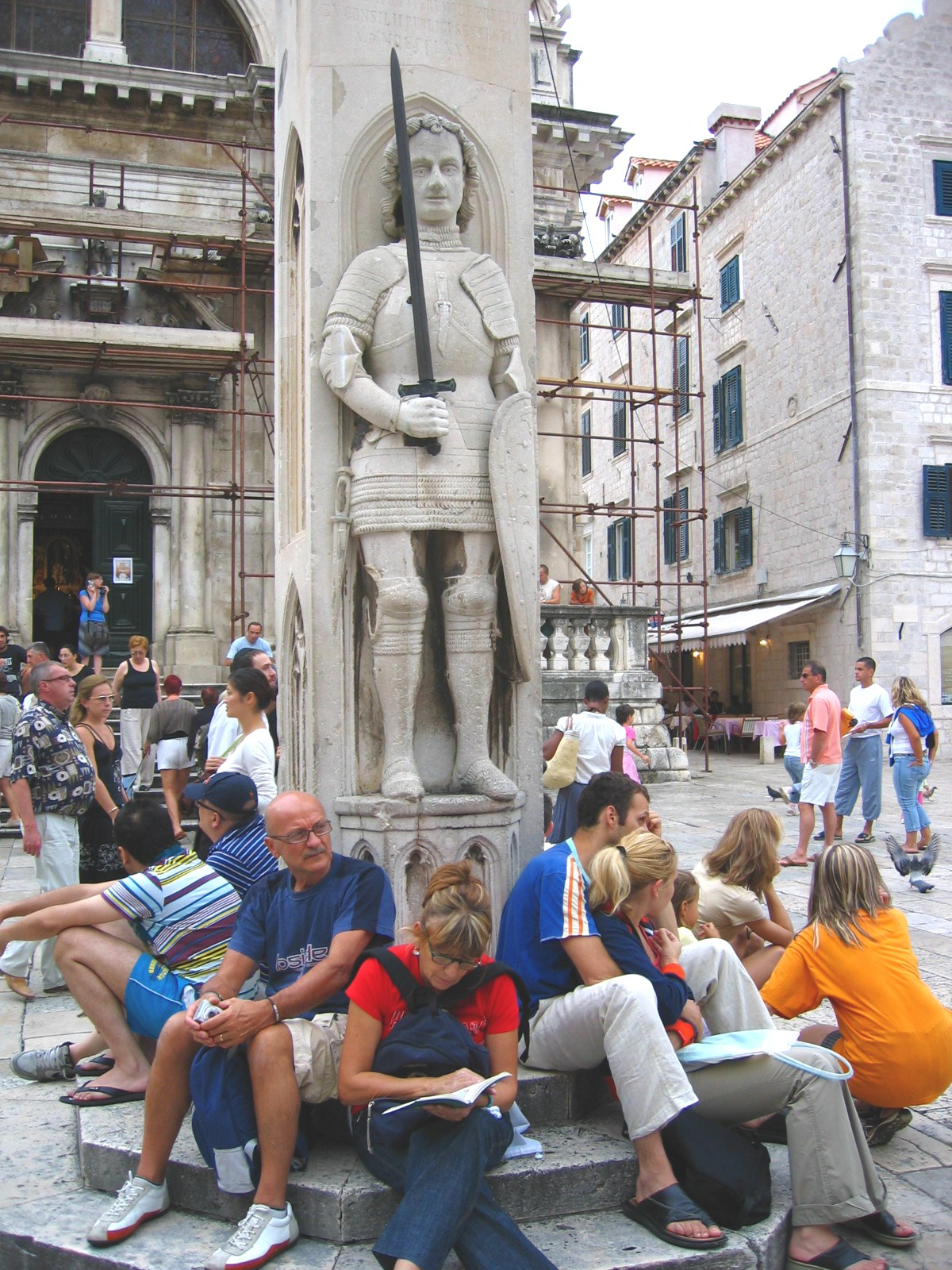
Орландо в Дубровнике, самый «южный» Роланд в Европе
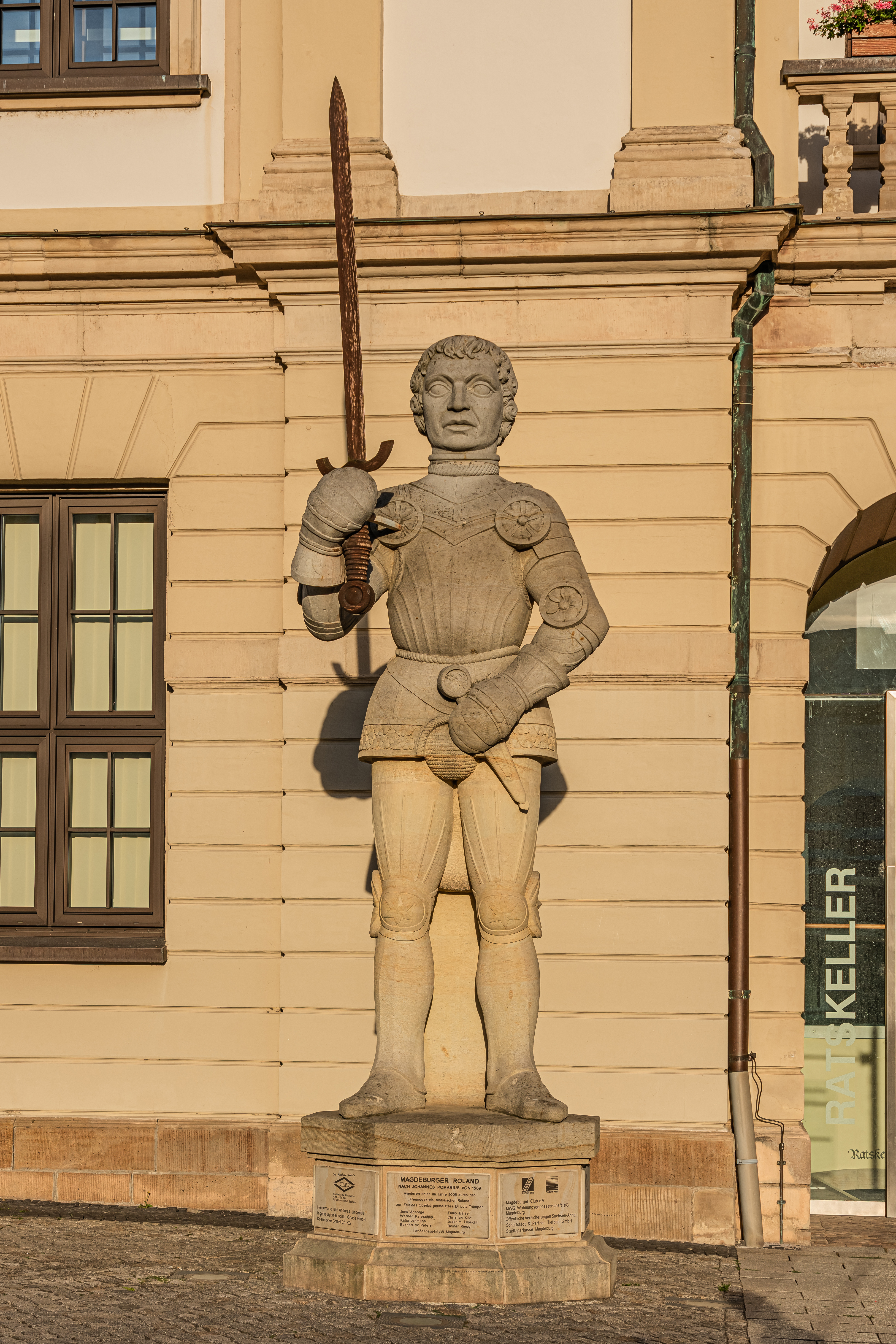
Роланд в Магдебурге
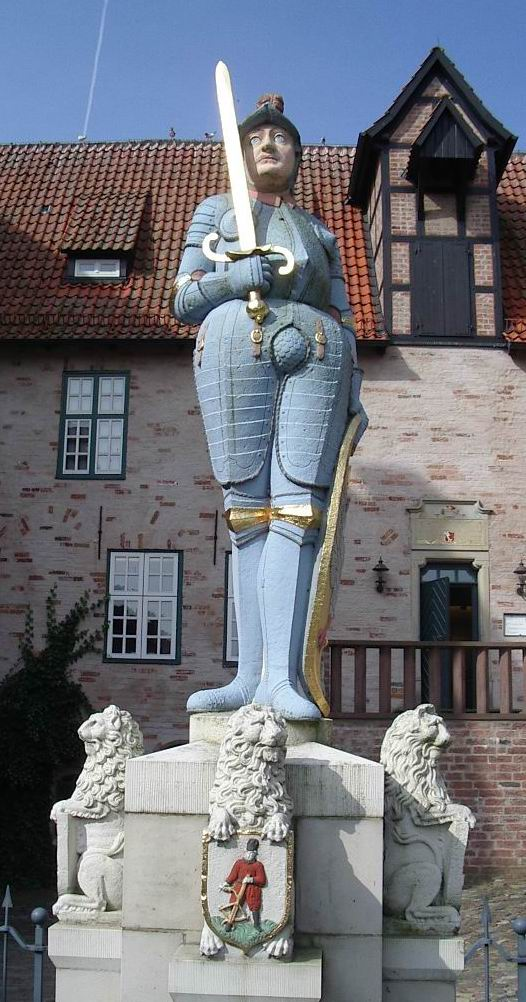
Роланд в Бад-Бедеркезе

### Современные статуи Роланда
- Киль: «Воин с мечом» работы Адольфа Брютта, 1912;
- Бад-Виндсхайм: 8-метровая статуя Роланда из ракушечника, 1928;
- Бремен: Скульптура Роланда работы Августа Вельпа в Кадастровом ведомстве, ок. 1975;
- Дебштедт: «Жестяной Роланд» работы Альбрехта фон дер Райта, ок. 1995;
- Гамбург: Памятник Бисмарку в образе Роланда работы Хуго Ледерера, 1906;
- Рига: Статуя Роланда, 1896.

## Роландова колонна
«Роландова колонна» — согласно определениям советских и российских словарей архитектурных терминов и иностранных слов — «колонна с приставленной к ней статуей рыцаря в латах. Название восходит к имени легендарного героя средневековой литературы рыцаря Роланда».
Определение явно относится к одному из вариантов статуй Роланда — фигуре рыцаря, прислоненной к стене (помимо свободностоящих на постаменте или на колонне). Оно также подразумевает, что изображенный рыцарь — не Роланд, а абстрактный безымянный персонаж. Тем не менее, хотя в архитектуре (например, в эпоху историзма) встречается использование колонн, выглядящих таким образом, применение к ним подобного термина в практике обнаружить не удалось. Аналогов термина «роландова колонна» в европейских языках также нет, по-немецки так называются статуи Роланда, стоящие на колоннах, возле колонн и т. д. Видимо, словарный термин является результатом ошибки авторов, которым было не известно о существовании типологии описанных выше статуй Роланда.

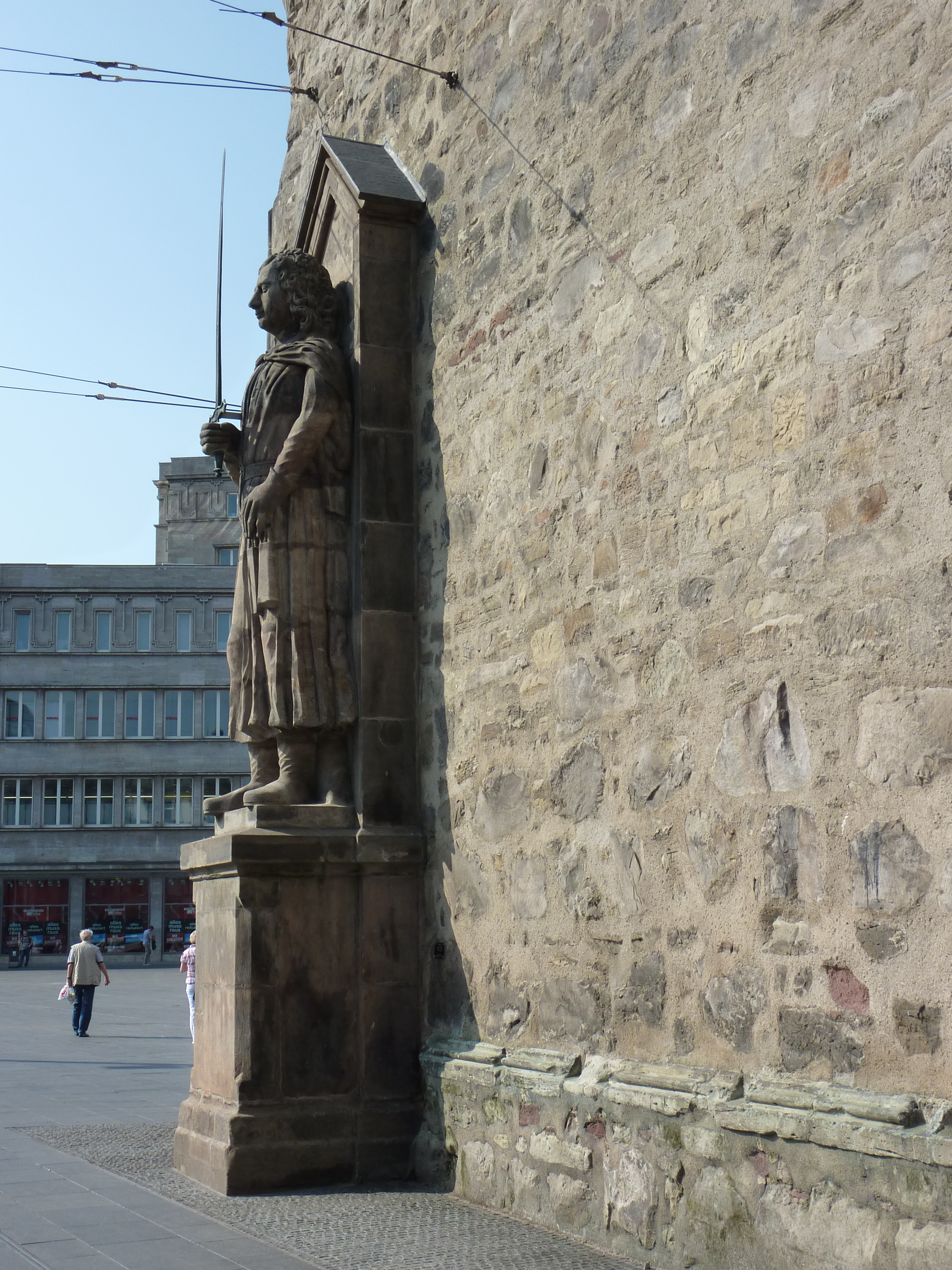
Статуя Роланда в Галле, 13 век
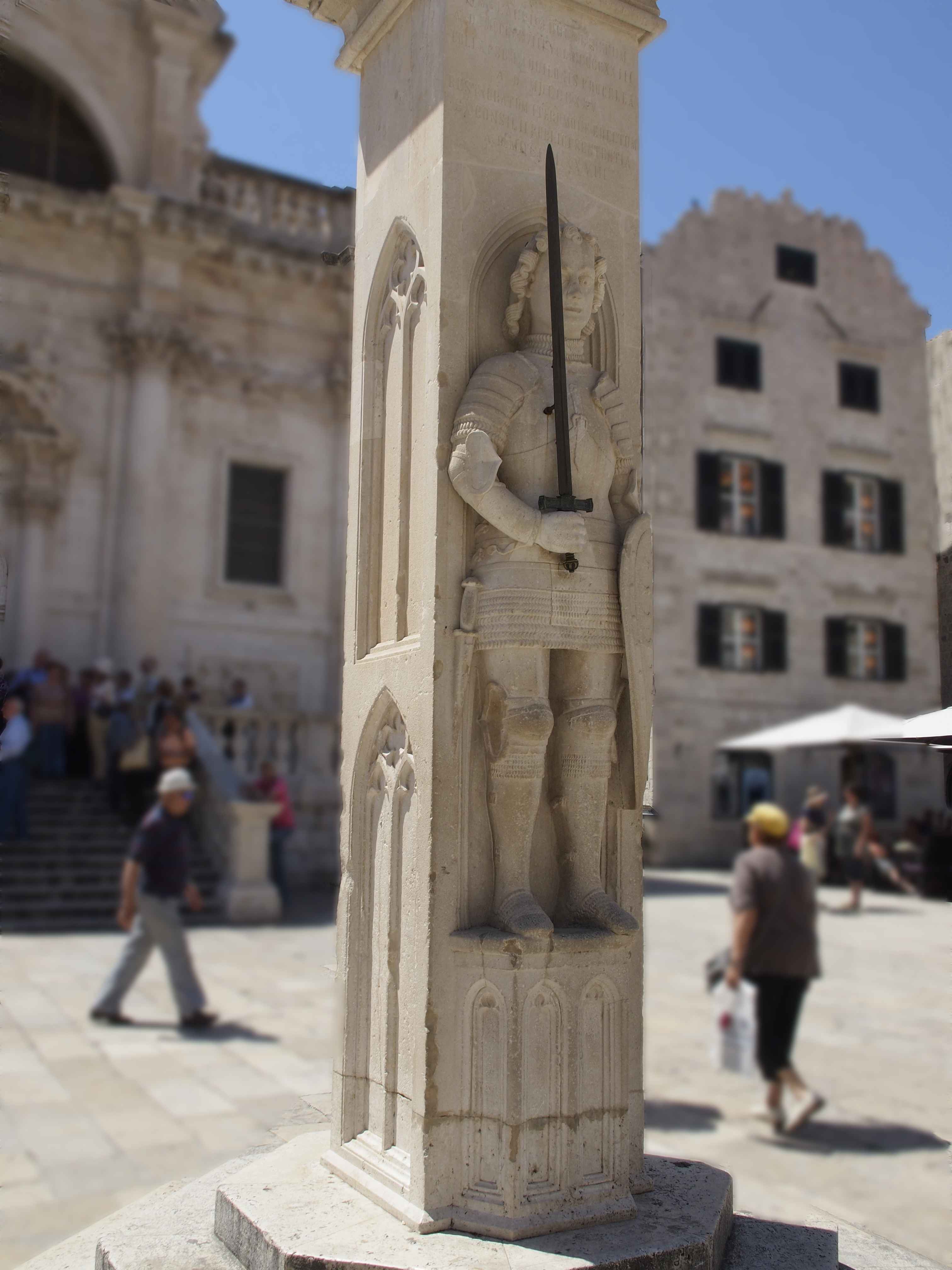
Колонна Роланда в Дубровнике, 14 век